# HD 94132
HD 94132，又名BD+70 634，SAO 7229、HR 4243，是一颗恒星，视星等为5.93，位于銀經136.56，銀緯44.02，其B1900.0坐标为赤經10h 46m 40.1s，赤緯+70° 44.02′ 13″。